# 芳賀日出男
芳賀 日出男（はが ひでお、1921年9月10日 - 2022年11月12日）は、日本の写真家、民俗研究家。日本・世界の祭り・民族・民俗芸能の写真取材をおこなった。子息は写真家の芳賀日向。

## 来歴
関東州大連（現・中華人民共和国遼寧省内）に生まれる。慶應義塾大学文学部を卒業した。大学では折口信夫に教えを受け、それに触発されて卒業後に民俗を撮影する写真家となる。
1973年に全日本郷土芸能協会を設立した（のちに理事長を務める）。1985年に株式会社芳賀ライブラリーを設立して取締役会長となる。
複数の賞や顕彰を受けている（詳細後述）。
100歳を超えた2021年にも活動していた。
2022年11月12日、老衰のため死去。101歳没。

## 著書
- 『田の神 日本の稲作儀礼』平凡社、1959年
- 『秘境旅行 そこに何かがある』秋元書房〈トラベル・シリーズ〉、1962年
- 『神さまたちの季節』角川書店〈角川新書〉、1964年
- 『神の子神の民』天声社、1964年
- 『日本の祭』保育社〈カラーブックス〉、1965年
- 『ベートーヴェン巡礼』（写真・文）河出書房新社、1970年
- 『子どもの祭り』小峰書店〈少年少女ノンフィクション〉、1971年
- 『世界の祭り 祭りに見る人類の足あと』ポプラ社〈人類の記録シリーズ〉、1971年
- 『花祭り』国書刊行会〈フォークロアの眼〉、1977年
- 『秋をよろこぶ祭り』小峰書店〈祭りと生活〉、1979年
- 『正月を祝う祭り』小峰書店〈祭りと生活〉、1979年
- 『世界の祭り』小峰書店〈祭りと生活〉、1979年
- 『夏をたのしむ祭り』小峰書店〈祭りと生活〉、1979年
- 『春をつげる祭り』小峰書店〈祭りと生活〉、1979年
- 『こどもの12かげつ』小峰書店、1981年
- 『世界の祭り&衣装』グラフィック社、1983年
- 『8つの小さなクリスマス』（小沢良吉・画）小峰書店〈子どもの祭り〉、1986年
- 『世界の祭り』（小沢良吉・画 小峰書店 1987 子どもの祭り
- 『春の祭り／夏／秋／冬』水沢研画 小峰書店 1987 子どもの祭り
- 『ラ・フィエスタ 世界の祭りにこがれて 芳賀日出男作品集』玄光社、1989
- 『郷土の伝統芸能』保育社〈カラーブックス〉、1991年
- 『日本人の生と死のリズム 芳賀日出男写真展』慶應義塾大学アート・センター、1995年
- 『日本の祭りと芸能』小峰書店〈日本の伝統芸能〉、1995年
- 『日本の民俗』クレオ、1997年
- 『素材フォトバンク 世界の民族・衣装・小間物』グラフィック社、1998年
- 『芳賀日出男』岩波書店〈日本の写真家27〉、1998年
- 芳賀ライブラリー 編著『祝祭 世界の祭り・民族・文化』（監修）クレオ、2001年
- 『ヨーロッパ古層の異人たち 祝祭と信仰』文・写真 東京書籍 2003
- 『学習に役立つわたしたちの年中行事』（1月 - 12月の月別分冊）クレオ、2006年
- 『南島の伝統的なくらし』小峰書店〈日本各地の伝統的なくらし〉、2006年
- 『日本列島の自然とくらし』小峰書店〈日本各地の伝統的なくらし〉、2006年
- 『農村の伝統的なくらし』小峰書店〈日本各地の伝統的なくらし〉、2006年
- 『日本の祭り事典』汐文社、2008年
- 『折口信夫と古代を旅ゆく』（写真・文）慶應義塾大学出版会、2009年
- 『宮本常一写真図録 第3集』[4]みずのわ出版、2011年

## 受賞他
- 1988年 - ウィーン市栄誉功労銀勲章
- 1989年 - 紫綬褒章
- 1995年 - 勲四等旭日小綬章[1]
- 1997年 - 日本写真協会功労賞、飯田市藤本四八写真文化賞
- 2000年 - 伝統文化ポーラ賞、日本文芸大賞民俗文化賞
- 2008年 - 旅の文化賞